# Dálnice 34 (Izrael)
Dálnice 34, přesněji spíš Silnice 34 (hebrejsky: כביש 34, Kviš 34) je krátké dopravní spojení částečně dálničního typu (vícečetné jízdní pruhy, ale pouze úrovňové křižovatky) v jižním Izraeli, na severozápadním okraji Negevské pouště a v pobřežní nížině.
Začíná ve městě Netivot, kde odbočuje z dálnice číslo 25. Směřuje pak k severoseverozápadu zemědělsky využívanou krajinou, která díky trvalému obdělávání a zavlažování ztratila pouštní charakter a navazuje na pobřežní nížinu. Silnice míjí ze západu město Sderot a u vesnice Jad Mordechaj ústí do pobřežní dálnice číslo 4.